# De la táctica a la práctica
De la táctica a la práctica (en inglés, Tactical to Practical) es un programa de televisión emitido originalmente entre el 2003 y el 2004 por The History Channel y conducido por Hunter Ellis.
Cada episodio documentaba la manera en la cual las tecnologías utilizadas por el público civil fue originalmente desarrollada para propósitos militares. Se emitieron 38 episodios en 3 temporadas.
- Datos: Q16962471